# Barbourofelidae
Die Barbourofelidae oder Barbourofelinae ist eine ausgestorbene Linie der katzenartigen Raubtiere. Sie entstanden im frühen Miozän und überlebten mit ihrer letzten Gattung Barbourofelis bis ins späte Miozän. Ursprünglich wurden sie als Unterfamilie der Scheinsäbelzahnkatzen (Nimravidae) angesehen, doch galten dann als eigene Familie. Der Hauptgrund hierfür ist der große zeitliche Abstand von 25 Millionen Jahren zwischen dem Auftreten der ersten primitiven Nimraviden im mittleren Eozän und dem erstmaligen Erscheinen primitiver Barbourofeliden im unteren Miozän. In jüngerer Zeit gelten sie wieder mehrheitlich als Subtaxon der Nimravidae.
Die Barbourofelidae haben ihren Ursprung offenbar in Afrika, wo die ältesten Gattungen Afrosmilus, Syrtosmilus und Ginsburgsmilus im unteren Miozän auftauchen. Besonders die späten Gattungen erinnern mit ihren extrem verlängerten oberen Eckzähnen stark an die Säbelzahnkatzen (Machairodontinae), mit denen sie aber nur entfernt verwandt sind.

## Gattungen
Es sind folgende Gattungen bekannt, die am weitesten entwickelte ist Barbourofelis, die besonders lange obere Eckzähne besaß. Eine der primitiveren Formen ist Prosansanosmilus.
- Prosansanosmilus: Eurasien; frühes bis mittleres Miozän
- Sansanosmilus: Eurasien; mittleres bis spätes Miozän
- Syrtosmilus: Nur ein Exemplar aus Nordafrika bekannt; Frühes Miozän
- Ginsburgsmilus: Afrika; frühes Miozän
- Afrosmilus: Afrika, Europa; frühes bis mittleres Miozän
- Vampyrictis: Nordafrika; spätes Miozän
- Barbourofelis: Nordamerika, Asien (Türkei); bis spätestes Miozän